# Paranthura kagawaensis
Paranthura kagawaensis là một loài chân đều trong họ Paranthuridae. Loài này được Nunomura miêu tả khoa học năm 1993.